# Sainte-maure-de-touraine
Pour les articles homonymes, voir Sainte-Maure (homonymie).
Cet article concerne le fromage. Pour la commune, voir Sainte-Maure-de-Touraine.
Le sainte-maure de touraine est un fromage de chèvre de la région Centre-Val de Loire, en France. Cette appellation d'origine doit son existence à la commune homonyme Sainte-Maure-de-Touraine.
L'appellation Sainte-maure-de-touraine est protégée par un label régional depuis 1978, puis depuis le 29 juin 1990, par une appellation d'origine protégée.
Sa meilleure période de consommation s'étend d'avril à août.

## Histoire
Basée sur le mot d'ancien français « maure » qui signifie « noire », sainte maure, la sainte noire était, avant de perdre son statut probable de divinité des moissons et des récoltes à la fois picte et celte, responsable des cycles de transformation de la vie,. Elle peut présider, dans l'esprit de ses anciens croyants, à la fermentation bactérienne et à la décomposition des végétaux en noire fumure dans la terre. Elle favorise aussi la richesse des humains, notamment le mûrissement spécifique des fromages et en conséquence assure leur conservation alors que les simples caillés de lait de chèvre restent si facilement altérables.
Une légende rapporte que des femmes arabes, abandonnées à la suite de la défaite à la bataille de Poitiers, auraient appris aux habitants de la région à fabriquer ce fromage. Cette légende explique à sa façon l'emploi de l'appellation Sainte-maure-de-touraine. Prouvés par les données archéologiques, les petits élevages caprins sont présents en Touraine bien avant le VIIIe siècle.

## Terroirs d'élaboration

### Appellation d'origine protégée

#### Commissions
Pour utiliser commercialement l’appellation d'origine « Sainte-maure-de-touraine », des critères de qualités précis doivent être respectés, les fromages passent tous les deux mois devant une commission qui vérifie notamment le goût, la texture, la croûte, la forme et la tenue.
La commission, mise en place par l'Institut national de l'origine et de la qualité, réunit les fromages : des producteurs fermiers et des transformateurs laitiers industriels et artisanaux, la direction des services vétérinaires et la délégation départementale de la consommation, du commerce et de la répression des fraudes.

#### Élevage caprins
Pour produire le lait qui servira à la fabrication du fromage de Sainte-maure-de-touraine, des chèvres de race alpine, poitevine et saanen sont utilisées.

## Le fromage
En forme de bûche tronconique, le Sainte-maure-de-touraine est un fromage de chèvre élaboré avec du lait cru entier. Sa pâte molle est obtenue par coagulation principalement lactique avec une faible addition de présure. L'égouttage est spontané. Le fromage est salé et cendré en surface, à moisissures superficielles.
Il présente une flore de surface allant du gris clair au gris bleuté. Sa coupe est franche et lisse, sa flaveur équilibrée est acidulée et noisettée quand il est jeune, devenant plus caprique et corsé avec le temps. Sa texture onctueuse et fondante devient plus sèche et plus cassante.
Le Sainte-maure-de-touraine est une bûche tronconique de 16 à 18 cm de long, le grand diamètre est de 5,5 cm, le petit diamètre de 4,5 cm. Son poids est d'environ 250 g.
L'affinage dure au moins 10 jours à compter de la date d'emprésurage, à une température de 10 à 15 °C et une hygrométrie de 90 %.
- Matière grasse : > 45 % de la matière sèche[2] ;
- Extrait sec : > 100 g par fromage[2].

### Paille
L'établissement et service d'aide par le travail de Bridoré, cultive, récolte les six millions de pailles de seigle. La récolte se fait par des moissonneuses-lieuses des années 40-50 qui permettent une meilleure préservation de la paille. Enfin les brins de pailles sont coupés à 16 cm et gravés du nom du producteur.

## Chiffres de production
L'aire de production s’étend sur 1 000 000 hectares. Le nombre d'opérateurs est de 241, dont 232 producteurs de lait, 66 transformateurs (56 producteurs fermiers, 3 coopérative et 5 industries) et 67 affineurs.
En 2005, le volume de production en AOC était de 1 000 t dont l'essentiel fabriqué par l'usine Eurial Poitouraine de Tournon-Saint-Martin,.